# Richard Musgrave
Richard Musgrave, s polnim imenom Richard Abel Musgrave, nemški ekonomist, * 14. december 1910, Königstein - Taunus, † 15. december 2007, Santa Cruz - Kalifornija (ZDA)
Musgrave je razvil teorijo o javnih financah kakršno lahko uporabljajo ekonomisti tudi v praksi.

## Življenjepis
Otroštvo in šolska leta je preživel v Nemčiji, leta 1937 je odšel v ZDA, tam diplomiral iz ekonomije in ostal kot predavatelj, profesor, vladni svetovalec in raziskovalec-ekonomist pri ameriških zveznih rezervah- (Federal Reserve). Ustanovil in izdajal je tudi revijo Quarterly Journal of Economics.

## Njegova dela
Richard Musgrave je predaval na številnih ameriških univerzah, objavil je tudi veliko člankov za razne revije v ZDA, vendar so njegova najpomembnejša dela knjige:
- The Theory of Public Financ- izšla leta 1959,
- Public Finance in Theory and Practice- izšla leta 1973,
- Public Finance and Public Choice- izšlo v sodelovanju z Bucham, James M.- leta 1999 v MIT Press,

Teoretično je prvi razložil tri osnovne funkcije javnih financ, katere je razločil v;
1. Alokacijsko funkcijo, katera ima nalogo usmerjati raspoložljiva sredstva javne dohodke namensko, na optmalen način, na tisto področje, katero zadovoljuje javne potrebe.
2. Distribucijsko funkcijo, ki prerasporedi dohodek med posameznike, družine ali med regije in sektorje.
3. Stabilizacijsko funkcijo, katra se pojavi v trenutkih ko je gospodarski sektor vržen iz ravnotežja- (velja za zunanje in notranje ravnotežje). Z ukrepi fiskalne politike se ta sektor vrne v stabilno stanje- ravnotežje.